# Billardfabriek Wilhelmina
Billardfabriek Wilhelmina is een van de oudste biljartfabrieken in Nederland en dateert uit de vroege 20e eeuw.
Stichter van het bedrijf was stoffenhandelaar en biljarter Izak Barend Salomon (1863-1945), die achtereenvolgens handel voerde vanuit een aantal adressen. Volgens fabriek zelf is het stichtingsjaar 1898. Salomon noemde het bedrijf naar zijn (latere) vrouw Wilhelmina Bloemgarten (1874-1962), maar zeker meegespeeld heeft dat koningin Wilhelmina der Nederlanden toen staatshoofd was. Salomon en Bloemgarten verloofden zich in 1904 en trouwden in 1905.
De naam Billardfabriek Wilhelmina duikt voor het eerst op als ze nog gevestigd is aan de Stadhouderskade 5 (dat is nabij de Overtoom); het is dan 29 augustus 1902. Op een biljart afkomstig uit de "billardfabriek "Wilhelmina" zal de dag daarop wereldkampioen Hugo Kerkau uit Berlijn het opnemen tegen de Nederlandse kampioen P. de Grauw.. Uit het feit dat er zo'n prominente wedstrijd op verspeeld werd mag men afleiden dat de Wilhelmina-biljarts toen al een goede reputatie hadden en de oprichting van de fabriek toch al enige tijd eerder moet hebben plaatsgevonden. In het verslag een dag later wordt nog vermeld dat Kerkau zeer tevreden was over het "billard van fijn wit hout uit de fabriek "Wilhelmina", van den heer J.B. [sic] Salomon".
Bij de nieuwjaarswens voor 1910 is het bedrijf nog op huisnummer 5 gevestigd, medio 1911 zit het bedrijf op het huidige adres Stadhouderskade 127. Een staking van meubelmakers tart het bedrijf in 1923. 
In 1929 vierde het bedrijf zijn vijfentwintigjarig jubileum met een uitgave "Een prins’lijk wapen dekt een koninklijk fabricaat", wat weer zou duiden op 1904 als jaar van oprichting. In 1932 ontslaat het bedrijf vanwege de crisis Jan Mens, die er dan tien jaar heeft gewerkt; hij begon een schrijverscarrière.
Gedurende de bezetting door nazi-Duitsland mocht niet meer gerefereerd worden aan koningin Wilhelmina en de firma werd omgedoopt tot Billardfabriek J. Slot. De toenmalige eigenaar en stichter werd in de Tweede Wereldoorlog gedeporteerd en kwam om het leven in Theresienstadt. Na de oorlog kreeg de fabriek haar oorspronkelijke naam terug en werd het bedrijf voortgezet door Jacques Salomon. Hij is de dan nog enige neef van Izak Barend Salomon, doordat hij ondergedoken had gezeten in Enkhuizen. In 1963 werd hij opgevolgd door Cees van Oosterhout, die zelf biljarter was. In de vroege 21e eeuw namen zijn twee zoons de leiding over.
Het bedrijf is vanaf 1910 hofleverancier. Hendrik van Mecklenburg-Schwerin, man van koningin Wilhelmina bestelde er zijn biljartattributen. Zijn lijfspreuk 'Per aspera ad astra' hangt in een schild boven de toegang. Bernhard van Lippe-Biesterfeld volgde hem daarin als biljarter op.